# Chintila
Chintila také Chintilla či Cintila (606? – 20. prosince 639/640,? Toledo) byl od roku 636 vizigótský král Hispánie, Septimánie a Galicie. Vládl až do své smrti v roce 639 či 640.
Králem byl zvolen šlechtou a biskupy, podle kánonu 75 IV. koncilu v Toledu v roce 636, kdy na trůnu nahradil krále Sisenanda. K tomu za jakých okolnosti k tomu došlo se nedochovaly žádné informace.
Chintila pravděpodobně pod vlivem papeže Honoria obnovil drsné pronásledování Židů. Během své vlády svolal v červnu roku 636 V. koncil v Toledu, kterého se účastnilo dvacetdva biskupů. Biskupové z Narbonensis se z politických důvodů neúčastnili. O dva roky později, v červnu 638 svolal VI. koncil v Toledu. Během obou koncilů se řešilo mnoho témat a legislativně mnoho nových předpisů, primárně se zabývaly politickými otázkami. Král a rada biskupů schválila zákon, kdy budoucí králové musí být volení jen vizigótskými šlechtici a biskupy. Král musel být vybrán pouze z řad šlechty, nikoliv z řad duchovenstva (tonsurado), z řad prostých lidí či řad cizinců. Určili výši trestů za povstání a vešel v platnost zákon, podle kterého všechen nabytý majetek, který král nabyl právem, nemohl být zabaven jeho nástupcem. Nakonec zakázal nekatolíky uvnitř hranic říše, které vyústilo v mnoho vynucených konverzí. Chintila během své vlády měl velký strach ze ztráty trůnu, majetku, z povstání opozice, měl strach i ze ztráty následnictví pro svého syna, proto koncily v Toledu schvalovaly především zákony na ochranu krále a jeho rodiny.
Zemřel v Toledu v roce 639 či 640 přirozenou smrtí. Následovníkem na trůnu Vizigótské říše se stal jeho syn Tulga.